# شیر (دانوب)

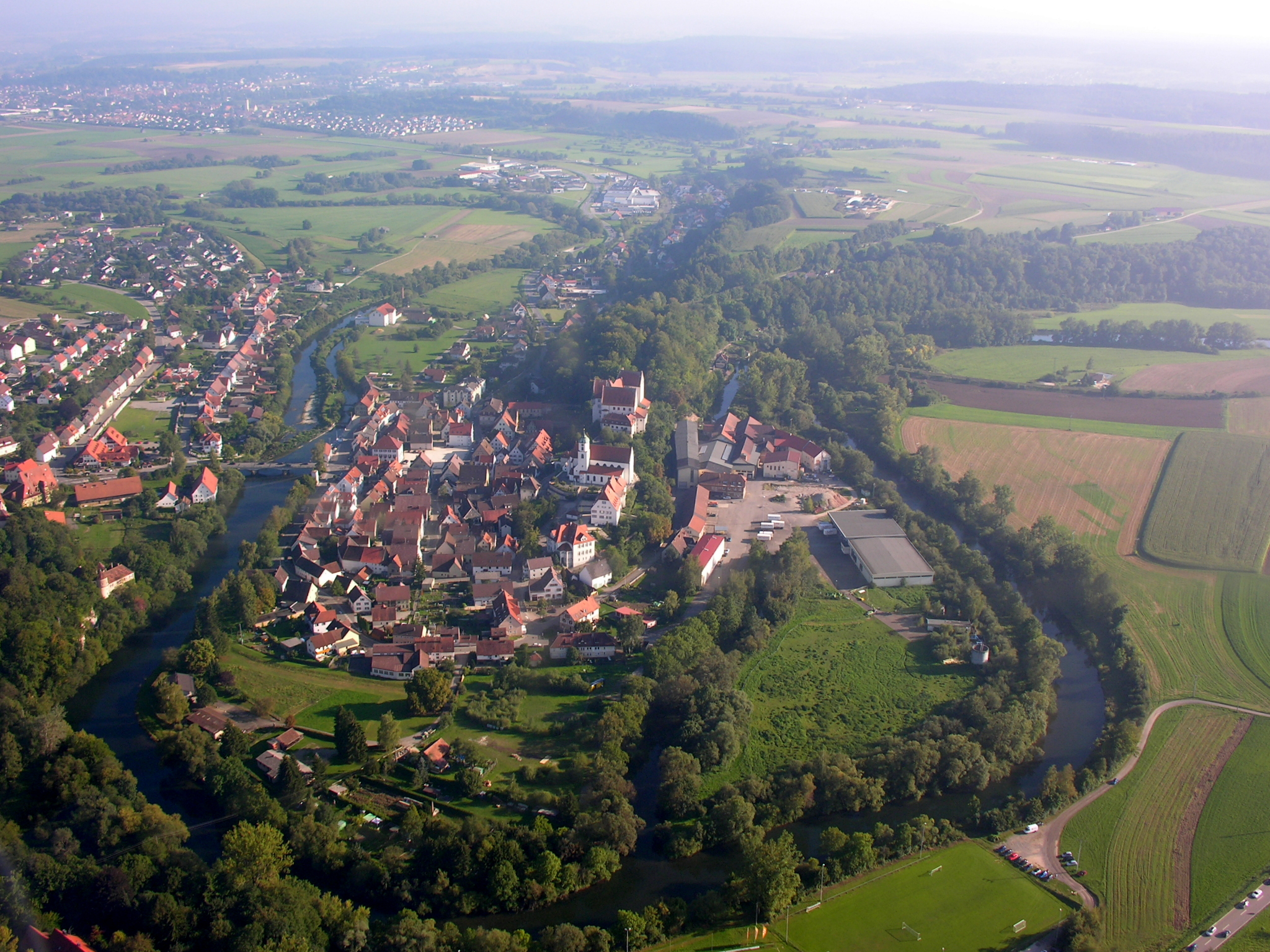
Scheer

شهر شیر (به آلمانی: Scheer) در ایالت بادن-وورتمبرگ در کشور آلمان واقع شده‌است.